# Glaucopsyche
Glaucopsyche är ett släkte av fjärilar som beskrevs av Samuel Hubbard Scudder 1872. Glaucopsyche ingår i familjen juvelvingar.

## Bildgalleri

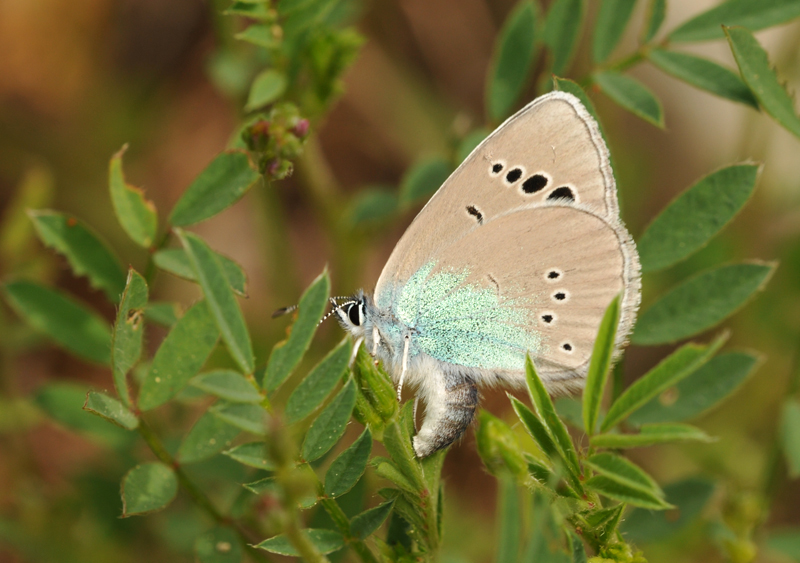
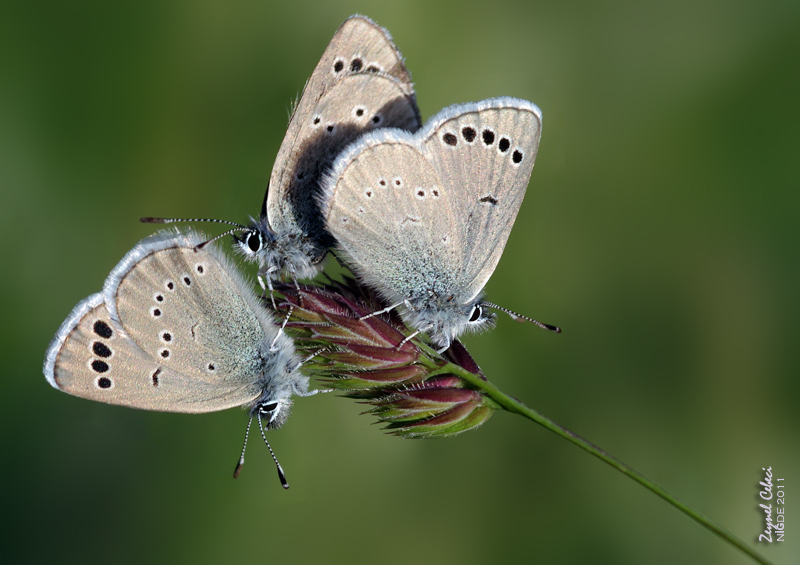

## Dottertaxa tillGlaucopsyche, i alfabetisk ordning[1][2]
- Glaucopsyche aeruginosa
- Glaucopsyche alaica
- Glaucopsyche alexis
- Glaucopsyche algerica
- Glaucopsyche alluaudi
- Glaucopsyche alpina
- Glaucopsyche andereggi
- Glaucopsyche antolinezi
- Glaucopsyche arcasi
- Glaucopsyche argali
- Glaucopsyche arizonensis
- Glaucopsyche astraea
- Glaucopsyche australis
- Glaucopsyche bamba
- Glaucopsyche barnesi
- Glaucopsyche basipuncta
- Glaucopsyche behrii
- Glaucopsyche blachieri
- Glaucopsyche boursini
- Glaucopsyche boydi
- Glaucopsyche bronte
- Glaucopsyche caeca
- Glaucopsyche caerulea
- Glaucopsyche caerulescens
- Glaucopsyche cantabra
- Glaucopsyche columbia
- Glaucopsyche completa
- Glaucopsyche corona
- Glaucopsyche couperi
- Glaucopsyche cyllarus
- Glaucopsyche damaetas
- Glaucopsyche damoetas
- Glaucopsyche dimus
- Glaucopsyche diversa
- Glaucopsyche dymus
- Glaucopsyche eckweileri
- Glaucopsyche elongata
- Glaucopsyche exerces
- Glaucopsyche fascista
- Glaucopsyche grumi
- Glaucopsyche helena
- Glaucopsyche huguenini
- Glaucopsyche illustris
- Glaucopsyche incognitus
- Glaucopsyche intermedia
- Glaucopsyche iphicles
- Glaucopsyche jacki
- Glaucopsyche justoi
- Glaucopsyche lada
- Glaucopsyche latimargo
- Glaucopsyche latina
- Glaucopsyche lederi
- Glaucopsyche leussleri
- Glaucopsyche loechensis
- Glaucopsyche lopedevega
- Glaucopsyche lugens
- Glaucopsyche lycormas
- Glaucopsyche lygdamus
- Glaucopsyche marchandii
- Glaucopsyche maritimalpium
- Glaucopsyche mediopunctata
- Glaucopsyche medunnoughi
- Glaucopsyche melanoposmater
- Glaucopsyche melanops
- Glaucopsyche melanopsalluaudi
- Glaucopsyche melconi
- Glaucopsyche mertila
- Glaucopsyche mildredae
- Glaucopsyche minor
- Glaucopsyche minuscula
- Glaucopsyche mirabilis
- Glaucopsyche mironi
- Glaucopsyche mittergergeri
- Glaucopsyche morena
- Glaucopsyche naevusnanus
- Glaucopsyche nittanyensis
- Glaucopsyche ocellata
- Glaucopsyche oeruginosa
- Glaucopsyche oro
- Glaucopsyche palosverdesensis
- Glaucopsyche paphos
- Glaucopsyche parvandereggi
- Glaucopsyche paucimaculosus
- Glaucopsyche paucipuncta
- Glaucopsyche pauper
- Glaucopsyche pauperella
- Glaucopsyche phobos
- Glaucopsyche piasus
- Glaucopsyche polyphemus
- Glaucopsyche punctata
- Glaucopsyche safidensis
- Glaucopsyche saportae
- Glaucopsyche saportoe
- Glaucopsyche selene
- Glaucopsyche semicaeca
- Glaucopsyche seminigra
- Glaucopsyche sinepunctata
- Glaucopsyche sternitzkyi
- Glaucopsyche subalexis
- Glaucopsyche subpauper
- Glaucopsyche subtusimpunctata
- Glaucopsyche subtusradiata
- Glaucopsyche sumpantingi
- Glaucopsyche superornata
- Glaucopsyche tenuimarginata
- Glaucopsyche tomariana
- Glaucopsyche toxeuma
- Glaucopsyche tristis
- Glaucopsyche unipuncta
- Glaucopsyche velada
- Glaucopsyche wheeleri
- Glaucopsyche williamsi
- Glaucopsyche violacea
- Glaucopsyche viriato
- Glaucopsyche xerces